# Acacia acatlensis
Acacia acatlensis é uma espécie de leguminosa do gênero Acacia, pertencente à família Fabaceae.